# Vennebroek (Anloo)

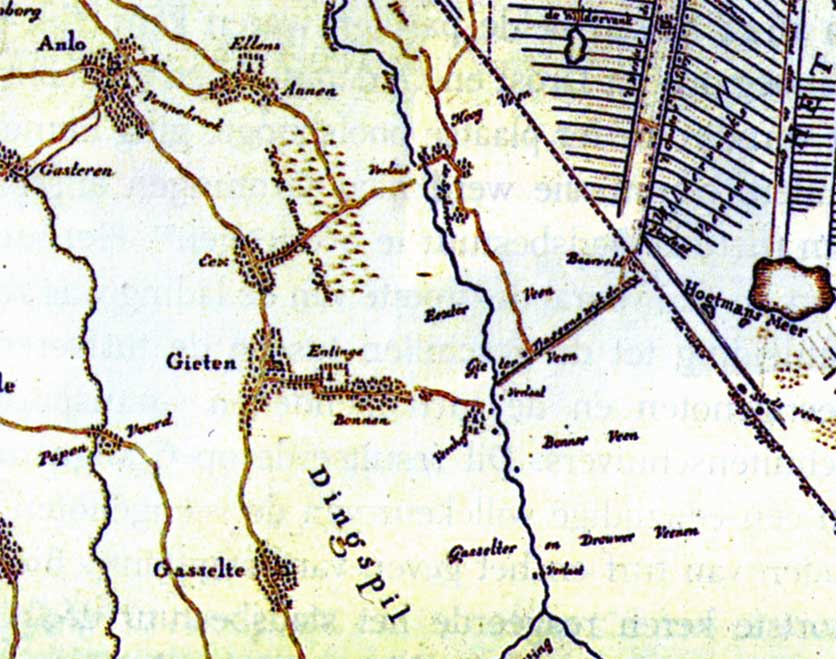
Vennebroek op een 18e-eeuwse kaart van Drenthe (links boven bij Anloo

Vennebroek was een havezate in de Drentse plaats Anloo.
Vennebroek was al, voor het in 1747 recht van havezate kreeg, een aanzienlijke borg. Niet duidelijk is wanneer het huis exact werd gebouwd. In de eerste helft van de 18e eeuw hebben de Drentse gedeputeerde Casper van Selbach en de Drentse landschrijver Hendrik Jan Ellents het huis in bezit gehad. Het huis te Anloo kwam in 1746 in het bezit van Unico Everd Alberda, heer van Vennebroek te Paterswolde door het te ruilen tegen bijbetaling van 7988 carolusgulden. In 1747 diende Alberda een verzoek om het recht op havezate te verleggen van Paterswolde naar Anloo. Dit verzoek werd toegekend en daarmee werd het Huis te Anloo een havezate met de naam Vennebroek. Het huis was circa 24 meter lang en had twee vleugels van bijna 7 meter. Het huis had elf kamers op de benedenverdieping en elf kamers op de bovenverdieping. Bij de havezate behoorden een Oranje Huis, twee schathuizen, met koetshuis een paarden- en veestallen, en vier arbeiderswoningen. In 1790 werd het complex in details beschreven: “Men presenteerd uit de hand te verkoopen: Het Huis en Havezathe Vennebroek, te Anlo in ‘t Landschap Drenthe, vier uuren van Groningen gelegen, bestaande in elf zo Beneden-als Boven-Vertrekken, vier Zolders, zes verwelfde Kelders, Oranjehuis, Basse cour, twee Schathuizen, waarin Koetshuis, Stallinge voor Paarden en Rundvee, en Verblijf voor Domestiquen; met zyn ruime Hoven, Sterrebosch, verdere Plantagien, Vyvers, vier Arbeiders Woningen, Gestoelte in de Kerk, benevens het Recht van Jacht en Visscherye, met of zonder deszelfs Bouw-, Hooi- en Weide-Landen; iemands gading zynde kan den Eigenaar daar over spreeken.” (Oprechte Haerlemsche courant 28-01-1790) De laatste eigenaar was kapitein Hans Heinrich Beck, die omvangrijke leningen moest afsluiten om het huis te kopen. Het huis raakte in verval en werd in het begin van de 19e eeuw met de grond gelijk gemaakt.